# Taygetis chelys
Taygetis chelys är en fjärilsart som beskrevs av Fabricius 1793. Taygetis chelys ingår i släktet Taygetis och familjen praktfjärilar. Inga underarter finns listade i Catalogue of Life.